# Immunitet państwa
Immunitet państwa – zasada prawa międzynarodowego, zgodnie z którą żadne państwo nie może wykonywać jurysdykcji wobec innego państwa. Innymi słowy, żadne państwo nie może podlegać sądom obcego państwa. Zasada ta jest emanacją starożytnej zasady prawa rzymskiego "par in parem non habet imperium" (łac. równy nie ma władzy nad równym).
Zagadnienie immunitetu państwa jest jednym z trudniejszych i bardziej kontrowersyjnych w prawie międzynarodowym. Powstało na ten temat wiele opracowań oraz rozwinęła się dość bogata praktyka międzynarodowa, w tym orzecznictwo sądowe. Stały rozwój stosunków międzynarodowych i coraz aktywniejszy udział państw w obrocie gospodarczym i stosunkach prawnych o charakterze cywilnym (wyróżniających się przede wszystkim równością stron) powoduje zwiększanie liczby sporów między państwami a obcokrajowcami (także obcymi przedsiębiorstwami). Powoduje to także kwestionowanie zbyt szerokiego immunitetu państwa.
Immunitet państwa oznacza niepodleganie samego państwa, jego organów i własności, jurysdykcji obcego państwa, a ściślej, samo państwo i jego organy nie mogą być pozywane przed sądy innego państwa, a własność państwa nie może podlegać rewizji, rekwizycji, zajęciu lub egzekucji.
Pojęcie immunitetu jurysdykcyjnego obejmuje zarówno immunitet sądowy, a więc postępowanie przed sądami i innymi organami decyzyjnymi, jak i immunitet egzekucyjny, czyli immunitet od środków przymusu służących wykonaniu danego wyroku.
Immunitet jurysdykcyjny przysługuje państwu, jako podmiotowi prawa międzynarodowego, stanowiąc atrybut jego suwerenności i niezależności. Immunitet jurysdykcyjny państwa jest więc instytucją prawa międzynarodowego publicznego, którego stosowanie nie jest ograniczone w czasie i nie podlega jednostronnemu uchyleniu przez inne państwo. Ewentualna rezygnacja lub ograniczenie swego immunitetu przez państwo obce, w odniesieniu do konkretnej sprawy, czy spraw, zależy od jego zgody.
W aspekcie jurysdykcji krajowej immunitet państwa oznacza ograniczenie władzy jurysdykcyjnej państwa przez wyłączenie kompetencji jego sądu do osądzenia danej sprawy obcego państwa.
Immunitet jurysdykcyjny państwa opiera się na prawnomiędzynarodowej zasadzie, zgodnie z którą państwa są prawnie równe i nie podlegają jurysdykcji innych państw. Immunitet państwa służy ochronie niezależności suwerennych państw, a ściślej ochronie kompetencji i interesów państwa w stosunkach międzynarodowych. Służy także zachowaniu przyjaznych stosunków między państwami, dzięki pokojowemu rozwiązywaniu sporów pojawiających się między nimi.
Można wyróżnić dwie najważniejsze koncepcje zakresu immunitetu państwa:
- absolutny (pełny, nieograniczony) - jest tradycyjną, konserwatywną recepcją zasady "par in parem non habet imperium"
- względny (relatywny, ograniczony) - powoli zdaje się przeważać we współczesnych stosunkach międzynarodowych.

Zgodnie z drugą koncepcją państwu przysługuje immunitet w odniesieniu do aktów typu iure imperii (łac. prawem władzy; aktów władczych, autorytarnych, wynikających z suwerennych uprawnień państwa), ale już nie w przypadku aktów iure gestionis (prawem zarządzania) - czyli dokonywanych przez osoby prywatne bądź przedsiębiorstwa w stosunkach prawnych regulowanych przez prawo cywilne.